# داء الأورام الصفر المنتشرة الدماغية الوترية
يُطلق على داء الاورام الصفر المنتشرة الدماغية الوترية أيضًا داء الكوليسترول الدماغي، وهو نمط صبغي جسمي وراثي متنحي للورم الأصفر. يقع ضمن مجموعة من الاضطرابات الوراثية تسمى حثل المادة البيضاء.